# 肖恩·派翠克·馬隆尼
肖恩·派翠克·馬隆尼（英語：Sean Patrick Maloney；1966年7月30日—）是美国政治人物。自2013年開始，他是纽约州第18選舉區的聯邦眾議員。他的黨籍是民主黨。馬隆尼出生在加拿大魁北克，是第一位紐約選出的已經出櫃的同性恋國會議員，并从2021年开始担任民主党国会竞选委员会主席。他在2022年中期选举中选择在重划选区后的第17选区竞选连任，但被共和黨候選人邁克·勞爾击败，成为1980年以来首位竞选连任失败的民主党国会竞选委员会主席。